# Ranchería Yehuachique
Ranchería Yehuachique är en ort i Mexiko.   Den ligger i kommunen Guachochi och delstaten Chihuahua, i den nordvästra delen av landet, 1 200 km nordväst om huvudstaden Mexico City. Ranchería Yehuachique ligger 2 246 meter över havet och antalet invånare är 101.
Terrängen runt Ranchería Yehuachique är kuperad åt nordväst, men åt sydost är den platt. Runt Ranchería Yehuachique är det mycket glesbefolkat, med 6 invånare per kvadratkilometer. Närmaste större samhälle är La Guitarra, 8,9 km söder om Ranchería Yehuachique. I omgivningarna runt Ranchería Yehuachique växer huvudsakligen savannskog.